# Spelling Television
Spelling Television Inc. fue una productora de televisión estadounidense que pasó por varios cambios de nombre. Originalmente se llamó Aaron Spelling Productions, luego Spelling Entertainment Inc. y eventualmente parte de Spelling Entertainment Group. La compañía produjo programas populares como The Love Boat, Dynasty, Beverly Hills, 90210, 7th Heaven, Melrose Place y Charmed. La compañía fue fundada por el productor de televisión Aaron Spelling el 25 de octubre de 1965. Actualmente, la compañía es una unidad de CBS Studios de nombre exclusivo. Una empresa relacionada, Spelling-Goldberg Productions, coexistió durante una parte del mismo período de tiempo y produjo otros programas conocidos como Family, Charlie's Angels , Starsky & Hutch y Fantasy Island, pero estas series no son parte de la moderna, biblioteca diurna ahora propiedad de Paramount Global. Otra empresa relacionada, The Douglas S. Cramer Company, coexistió durante una parte del mismo período de tiempo (en manos de Douglas S. Cramer, quien ocupó el cargo de vicepresidente ejecutivo), produjo programas como Wonder Woman, Joe e hijos y Bridget ama a Berniey películas para televisión como Dawn: Portrait of a Teenage Runaway.

## Historia
Aaron Spelling, que todavía estaba involucrado con Thomas-Spelling Productions, firmó un contrato exclusivo con la ABC a través de Aaron Spelling Productions para series de televisión y largometrajes.
A fines de la década de 1970 y principios de la de 1980, Spelling fue llamado el rey de la televisión. En 1982, Aaron Spelling Productions llegó a un acuerdo con Warner Bros. Television por los derechos de sindicación mundial de futuras producciones de Spelling. En 1984, Spelling tuvo siete programas para la cadena de televisión ABC, lo que representa un tercio de su horario de máxima audiencia. Esto superó a otras productoras por un amplio margen, lo que llevó a muchos expertos de la industria a denominar a la ABC como "Aaron's Broadcasting Company". El propio deletreo nunca se divirtió con este nombre.
Aaron Spelling Productions se hizo pública en 1986 después de recaudar 80 millones de dólares. En mayo de 1987, Spelling decidió expandirse a la producción de largometrajes, con cinco proyectos ya en proceso para diferentes estudios, y cuatro proyectos que ASP se dirige a la lista de desarrollo. El 17 de agosto de 1987, Spelling extendió su contrato con la ABC por tres años más. El 28 de septiembre de 1987, el acuerdo de Spelling con la ABC se convirtió en no exclusivo, ya que se firmó un acuerdo con otras redes. En 1988, Aaron Spelling Productions adquirió Laurel Entertainment y la mayor parte de Taft Entertainment Company, incluida Worldvision Enterprises, Inc. Las tres compañías se convirtieron en parte de Spelling Entertainment Inc., aunque Worldvision fue la única división de Taft que continuó operando. La venta se completó el 1 de marzo de 1989. En 1990, la empresa inició Spelling Films International como distribuidora de largometrajes como financiación de largometrajes.
A principios de la década de 1990, Beverly Hills, 90210 y Melrose Place ayudaron a impulsar a Fox aún más y llegar a una nueva generación de jóvenes espectadores adolescentes. Sunset Beach fue la primera y única incursión de Spelling en el género de las telenovelas diurnas y, aunque duró poco, fue increíblemente popular en el extranjero. También en la década de 1990 se lanzó The WB y su programa de más larga duración, mejor calificado y más exitoso durante su tiempo en funcionamiento fue 7th Heaven durante diez temporadas. Para 2006, otra red nueva, The CW, usó 7th Heaven en su primera temporada en funcionamiento como la red más nueva; 7th Heaven, de hecho, resultó ser la última serie transmitida en cadena producida por Spelling Television. Los programas ABC, FOX y The WB de Spelling tuvieron un enorme éxito para la empresa y no perdieron el tiempo en ingresar al mundo de la mercancía en los años 80 y 90. La compañía también fue una de las primeras productoras en ejecutar activamente un sitio web para un programa que produjeron, cuando Internet apenas despegaba en la década de 1990. El sitio web era para Melrose Place.
Spelling Entertainment Inc. fue adquirida por Charter Company el 6 de abril de 1991. El 31 de marzo de 1992, Spelling y Charter anunciaron un acuerdo de fusión. El 5 de octubre de 1992, Charter cambió su nombre a Spelling Entertainment Group Inc. y actualizó su símbolo de cotización NYSE a SP. El 5 de octubre de 1993, Blockbuster, Inc. adquirió una participación mayoritaria en Spelling Entertainment Group. El 28 de abril de 1994, Spelling Entertainment adquirió Republic Pictures por 100 millones de dólares. En agosto de 1994, Spelling TV produjo un paquete sindicado de programas para Spelling Premiere Network de Worldvision. Estos programas incluyeron 22 episodios de Robin's Hoods, 13 episodios de Heaven Help Us, y 9 episodios de University Hospital, el reemplazo de mitad de temporada de Heaven.
El 29 de septiembre de 1994, Blockbuster se fusionó con Viacom. Blockbuster para entonces poseía el 67% de Spelling Entertainment.  Después de la fusión, Spelling Entertainment integró Worldvision en su unidad Republic Pictures, desmantelando así a Worldvision como compañía productora. Las funciones de distribución de Worldvision continuaron hasta 1999, cuando se incorporó a Paramount Domestic Television ese año y asumió las funciones de distribución (Viacom había comprado Paramount Communications, antes Gulf+Western, la matriz de Paramount Pictures y su división de televisión en 1994).
En 1995, Viacom intentó vender su entonces participación del 78% en Spelling. Una razón fue que querían recuperar la deuda contraída por la compra de Paramount Communications. Además, sintieron que las operaciones de Spelling Television eran demasiado similares a las de su división Paramount Television. Las ofertas potenciales provinieron de PolyGram, New World Entertainment y News Corporation. Estos planes se cancelaron en 1996 porque Viacom no pudo encontrar al postor perfecto. El resto de Spelling Entertainment fue adquirido por Viacom el 23 de junio de 1999.
Antes de la fusión con Viacom, la mayoría de los programas de Spelling fueron distribuidos por Worldvision, y los programas más antiguos de Spelling fueron distribuidos por varios otros, incluidos Warner Bros. Television y 20th Television.
El primer hogar de la compañía fue un conjunto de oficinas en el antiguo lote de Warner en Hollywood. Siguió una base más nueva cuando la compañía era un arrendatario principal original de los edificios Wilshire Courtyard en el revitalizado distrito Miracle Mile de Los Ángeles. Se decía que Aaron Spelling amaba tanto la alfombra de pelo largo de la década de 1970 de su antigua oficina que hizo que la quitaran pieza por pieza y la instalaran en la nueva oficina. La empresa creció tanto con tantas entidades diferentes que en un momento alquiló los tres pisos superiores del edificio 5700 y tuvo espacio adicional para oficinas al otro lado de la calle. Aaron Spelling tenía una de las oficinas más grandes de Hollywood para un solo ejecutivo. Tras la salida de la empresa, las empresas de medios de todo Los Ángeles compitieron por las deseables suites de oficina; el recién formado The CW miró brevemente las oficinas al considerar una ubicación para la nueva red de puesta en marcha. Spelling Television se mudó brevemente a oficinas más pequeñas en Santa Mónica en 2006.
Para 2000, Aaron Spelling permaneció activo e involucrado como director ejecutivo hasta su muerte en 2006. El presidente de la compañía, Jonathan Levin, se encargó de las operaciones diarias y el socio productor de Spelling, E. Duke Vincent, ayudó a guiar a la exitosa productora. A fines de 2005, Spelling Television había reducido su personal y firmó un acuerdo de producción y desarrollo de cápsulas con Paramount Television, y trasladó a sus empleados allí a Paramount.

## Biblioteca de Spelling
La división de CBS/Viacom resultó esencialmente en la separación de Spelling y Republic. CBS retuvo los derechos del lado televisivo de la biblioteca Spelling/Republic, mientras que Paramount retuvo los lados teatral y directo a video de la biblioteca.
Actualmente, todos los programas de televisión producidos o adquiridos por Spelling Television son distribuidos por CBS Media Ventures.
El logotipo y la serie de la empresa Spelling Television se vieron en la televisión abierta por última vez durante la repetición del final de la serie 7th Heaven el 16 de septiembre de 2007. El logotipo de Spelling continúa apareciendo en las portadas de los lanzamientos de DVD de la biblioteca Spelling, excepto programas de propiedad absoluta de Sony Pictures Television, y programas que no fueron producidos originalmente por Spelling, aunque finalmente se adquirieron más tarde, como Bonanza.
A fines de 2008, algunas de las producciones de Spelling Television, incluidas Beverly Hills, 90210, Melrose Place, Twin Peaks y The Love Boat comenzaron a transmitir episodios completos en línea a través del sitio web de CBS en la página Classics.
En 2015, Pop, propiedad de CBS, anteriormente llamado TVGN, transmite muchos de estos programas, mientras que CBS All Access y actualmente el servicio de transmisión de Paramount+ y el portal de CBS en Hulu distribuyen los programas en línea.
En diciembre de 2019, CBS Corporation y Viacom se fusionaron en una sola entidad bajo el nombre de ViacomCBS (y finalmente se renombró como Paramount Global), que reunió los círculos completos de la biblioteca Spelling y la biblioteca Republic Pictures.
Antes de la adquisición total por parte de Viacom en 1999 (donde solo Spelling Television quedaría en pie como una unidad operativa separada), las participaciones de Spelling Entertainment Group consistían en lo siguiente:
Spelling Television y la mayoría de las bibliotecas de las compañías antepasadas (excluyendo las propiedades de Spelling-Goldberg Productions que se vendieron a Columbia Pictures Television, la actual Sony Pictures Television y las primeras películas para televisión hasta 1973, que es propiedad de Disney-ABC Domestic Television).
Big Ticket Entertainment se lanzó en 1994 (ahora una unidad de CBS Studios).
Spelling Daytime Television se lanzó como una división separada para la producción diurna con sede en NBC.
- Torand Productions
- Laurel Entertainment, Inc.
- Películas de ortografía
- Republic Pictures que incluyen:

Gran parte de su propia biblioteca de películas y series de televisión internas.
Las participaciones heredadas de National Telefilm Associates (NTA), que a su vez incluyen:
- Es una vida maravillosa
- La mayor parte de la biblioteca de temas cortos clásicos de Paramount, incluida la biblioteca de temas cortos de Famous Studios anterior a octubre de 1950.
- Algunos de los primeros materiales de United Artists anteriores a 1952 (incluidos High Noon).
- Programas de NBC Films anteriores a 1973, como Get Smart, The High Chaparral y Bonanza.

Worldvision Enterprises adquirió en 1989:
- Las bibliotecas de televisión Sunn Classic Pictures y Titus Productions.
- Las bibliotecas de Taft International Pictures y Taft Entertainment Television, incluido el programa de juegos Blackout.

La mayoría de las producciones de QM biblioteca:
Programas de ABC Films anteriores a 1973, así como los derechos de televisión de EE. UU. de Little House on the Prairie de la NBC en 1974.
Los derechos televisivos de la mayor parte de Carolco Pictures biblioteca. 
TeleUNO, cadena de cable latinoamericana lanzada en 1993
Virgin Interactive (91%, adquirida en 1994)
En 1998, Spelling se deshizo de varios activos en un intento de centrarse únicamente en la televisión. Se cerró Spelling Films, así como su división de videos domésticos (que operaba bajo la marca Republic).  En mayo de 1998, TeleUNO fue adquirida por Sony Pictures. En septiembre de 1998, Spelling otorgó la licencia de los derechos de video doméstico norteamericano de su biblioteca a Artisan Entertainment, inicialmente por siete años. Ese mismo mes, los activos de desarrollo de software de Virgin Interactive se vendieron a Electronic Arts.
Después de la división corporativa de fines de 2005 entre Viacom y CBS Corporation, algunos de los anteriores se han ido a cada empresa. Las películas se destinaron principalmente a la unidad Paramount Pictures de Viacom y la televisión con la unidad CBS Television Distribution de CBS Corporation hasta la nueva fusión de 2019, mientras que las películas de Selznick se destinaron a las diversas divisiones territoriales de sindicación de televisión de The Walt Disney Company. La ABC, ya que la propia ABC posee los derechos de las películas de Selznick.
En cuanto a los derechos de DVD, estos también se dividen (y luego se vuelven a reunir):
- CBS Home Entertainment posee los derechos mundiales de DVD de la biblioteca de televisión, con distribución por parte de Paramount (una excepción son los derechos del Reino Unido de Twin Peaks, que, debido a contratos anteriores, son manejados por Universal Pictures Home Entertainment a través de su sello Universal Playback). Otra excepción es el Holocausto, una miniserie que Spelling adquirió en la adquisición de Taft Entertainment: CBS ha otorgado licencias de derechos de DVD a varias otras compañías fuera de los EE. UU., mientras que Paramount posee los derechos de los Estados Unidos.
- En los Estados Unidos, algunas de las películas (sobre todo It's a Wonderful Life) tienen los derechos de DVD propiedad de Paramount, pero el resto fue distribuido por Lionsgate Home Entertainment, sucesor del anterior licenciatario de videos de Spelling/Republic, Artisan Entertainment, pero se cambió a Películas de Oliva. En el resto del mundo, los derechos de DVD de las películas pertenecen a otras empresas (por ejemplo, Universal en el Reino Unido y Paramount en Francia y la Región 4).

## Programas producidas por Spelling Television
Nota: Anteriormente conocido como Aaron Spelling Productions y Spelling Entertainment Inc.
| Título                   | Fecha de lanzamiento | Canal original | Notas |
| ------------------------ | -------------------- | -------------- | --- |
| The Danny Thomas Hour    | 1967-1968            | NBC            | anteriormente distribuido por William Morris Agency y NBC Films                                                                      |
| Rango                    | 1967                 | ABC            | with Timkel Productions previously distributed by William Morris Agency and ABC Films                                                |
| The Guns of Will Sonnett | 1967–1969            | ABC            | with Bremco Productions anteriormente distribuido por William Morris Agency, NBC Films, Leo A. Gutman, Inc. y King World Productions |
| The Mod Squad            | 1968–1973            | ABC            | anteriormente distribuido por ABC Films                                                                                              |
| The New People           | 1969–1970            | ABC            | anteriormente distribuido por ABC Films                                                                                              |
| The Most Deadly Game     | 1970–1971            | ABC            | anteriormente distribuido por ABC Films                                                                                              |
| The Silent Force         | 1970–1971            | ABC            | anteriormente distribuido por ABC Films                                                                                              |
| The San Pedro Beach Bums | 1977                 | ABC            | |
| The Love Boat            | 1977–1986            | ABC            | producido con Douglas S. Cramer Productions                                                                                          |
| Vega$                    | 1978–1981            | ABC            | anteriormente distribuido por 20th Century Fox Television                                                                            |
| Friends                  | 1979                 | ABC            | |
| B.A.D. Cats              | 1980                 | ABC            | |
| Aloha Paradise           | 1981                 | ABC            | |
| Dynasty                  | 1981–1989            | ABC            | con Fox-Cat Productions (piloto), Richard and Esther Shapiro Productions distribuido por 20th Century Fox Television                 |
| Strike Force             | 1981–1982            | ABC            | |
| Matt Houston             | 1982–1985            | ABC            | con Largo Productions distribuido por Warner Bros. Television                                                                        |
| At Ease                  | 1983                 | ABC            | |
| Hotel                    | 1983–1988            | ABC            | distribuido por Warner Bros. Television                                                                                              |
| Finder of Lost Loves     | 1984–1985            | ABC            | |
| Glitter                  | 1984–1985            | ABC            | |
| MacGruder and Loud       | 1985                 | ABC            | |
| Hollywood Beat           | 1985                 | ABC            | |
| The Colbys               | 1985–1987            | ABC            | con Richard/Esther Shapiro Productions distribuido pot Warner Bros. Television                                                       |
| Life with Lucy           | 1986                 | ABC            | con Lucille Ball Productions CBS es copropietario de la serie con Desilu Too, LLC.                                                   |
| HeartBeat                | 1988–1989            | ABC            | con Richard/Esther Shapiro Productions                                                                                               |
| Nightingales             | 1989                 | NBC            | |
| Beverly Hills, 90210     | 1990–2000            | FOX            | con 90210 Productions Inc., Propaganda Films (1990-1992) (temporada 1–2) y Torand Productions                                        |
| Twin Peaks               | 1990–1991            | ABC            | con Lynch/Frost Productions y Propaganda Films                                                                                       |
| 2000 Malibu Road         | 1992                 | CBS            | com Fisher Entertainment and Joel Schumacher Productions                                                                             |
| The Heights              | 1992                 | FOX            | |
| The Round Table          | 1992                 | NBC            | |
| Melrose Place            | 1992–1999            | FOX            | con Darren Star Productions |
| Burke's Law              | 1994–1995            | CBS            | Basado en la serie de televisión del mismo nombre de 1963 de Four Star Television                                                    |
| Winnetka Road            | 1994                 | NBC            | |
| Models Inc.              | 1994–1995            | FOX            | |
| Madman of the People     | 1994–1995            | NBC            | con Kreiscluesco Industries |
| Robin's Hoods            | 1994–1995            | Sindicación    | |
| Heaven Help Us           | 1994                 | Sindicación    | com Echo Cove Productions |
| University Hospital      | 1995                 | Sindicación    | |
| Kindred: The Embraced    | 1996                 | FOX            | con John Leekley Productions |
| Malibu Shores            | 1996                 | NBC            | |
| Savannah                 | 1996–1997            | The WB         | |
| 7th Heaven               | 1996–2007            | The WB/The CW  | CBS Paramount Network Television, coproducción hasta las últimas temporadas                                                          |
| Pacific Palisades        | 1997                 | FOX            | |
| Sunset Beach             | 1997–1999            | NBC            | con NBC Studios y Spelling Daytime Television                                                                                        |
| Love Boat: The Next Wave | 1998–1999            | UPN            | |
| Any Day Now              | 1998–2002            | Lifetime       | con Finnegan/Pinchuk Productions y Paid Our Dues Productions                                                                         |
| Buddy Faro               | 1998                 | CBS            | com Uncle Monkey Productions |
| Rescue 77                | 1999                 | The WB         | |
| Titans                   | 2000                 | NBC            | con NBC Studios |
| All Souls                | 2001                 | UPN            | con Uncle Monkey Productions |
| Kingpin                  | 2003                 | NBC            | con Knee Deep Productions y NBC Studios                                                                                              |
| Queens Supreme           | 2003                 | CBS            | con Shoelace Productions, Revolution Television, Red Om Films, Shadowland Productions and CBS Productions                            |
| 10-8: Officers on Duty   | 2003–2004            | ABC            | con Spine Films, Touchstone Television y Badlands Entertainment                                                                      |
| Summerland               | 2004–2005            | The WB         | con Baby Owl Works Productions, The Lion and the Rose Productions (temporada 1)                                                      |
| Clubhouse                | 2004–2005            | CBS            | con Icon Productions |
| Wanted                   | 2005                 | TNT            | con Badlands Entertainment |